# Saison 2024-2025 du Pau FC
Maillots
Dernière mise à jour : 21 août 2024.
Chronologie
Saison précédente Saison suivante
La saison 2024-2025 du Pau FC est la 66e saison du Pau FC et la cinquième saison consécutive de l'équipe première en championnat de France de football de Ligue 2. Après avoir terminé à la 10e place de Ligue 2 2023-2024, le Pau FC entre en lice en Ligue 2 2024-2025 et en Coupe de France.
En raison de la baisse des droits TV, le Pau FC a dû réduire son budget d'environ 20 %, ce qui le contraint à se concentrer sur le maintien en Ligue 2 plutôt que de viser une meilleure performance que la 10e place de la saison précédente. Malgré des contraintes budgétaires et des départs imprévus de joueurs clés, le club a réalisé un recrutement prudent tout en rajeunissant son effectif. Avec un groupe moins expérimenté mais mieux encadré, Pau se prépare à une saison où l'objectif principal sera de se maintenir en Ligue 2.
Enfin, le Pau FC change d’équipementier, puisque la marque espagnole Joma, succéde à Puma. Le maillot 2024-2025 du Pau FC, dévoilé le 14 août 2024, se distingue par son design rétro, imaginé en seulement huit jours par Floran Malsan, également co-créateur du logo du club, qui a dû composer avec un délai serré à la suite de la décision tardive de collaborer avec l'équipementier Joma. Le maillot, caractérisé par un col en V et des bandes bleues, rend hommage à l'histoire du club. Ce maillot marque une nouvelle direction artistique pour le club, visant à renforcer son identité locale, raison pour laquelle la présentation a été assurée par Damien Traille et un berger de la vallée d'Ossau.

## Tableau des transferts

### Mercato
Le Pau FC aborde la saison 2024-2025 avec de nombreux ajustements, tant au niveau du staff que de l'effectif. Thibault Giresse, ancien adjoint du Nîmes Olympique, remplace Stéphane Lièvre au poste d''entraîneur adjoint, tandis que Nicolas Piresse, promu de l'équipe réserve, rejoint également le staff, avec Bruno Rohart à la tête de l'équipe de National 3.
Sur le plan de l'effectif, le club enregistre les arrivées d'Antoine Mille, Antonin Bobichon, et Pathé Mboup, tandis que Taïryk Arconte devient le transfert le plus onéreux de l'histoire du Pau FC avec un transfert estimé à 600 000€. Jean Ruiz a prolongé son contrat pour deux saisons supplémentaires, et Xavier Kouassi prolonge d'un an après avoir activé une clause de prolongation, espérant prouver sa valeur au sein d'un effectif remanié. Tom Gomes (en) signe son premier contrat professionnel, après avoir évolué en réserve lors de la saison précédente. Joseph Kalulu, jeune frère de Gédéon et Pierre Kalulu rejoint le club. Le club enregistre le retour de l'international U20 Thérence Koudou, révélation du début de la saison précédente, dans le cadre d'un transfert dont les modalités n'ont pas filtrées. Le 22 août 2024, le club annonce la signature de Kyllian Gasnier, libre de tout contrat en raison de la situation économique des Chamois niortais.
Cependant, le départ du capitaine emblématique Henri Saivet dans des circonstances floues, marque un tournant pour l'équipe, alors que celui-ci clamait son envie de poursuivre l'aventure sous le maillot des Maynats. Le club réalise également une vente record en cédant Moussa Sylla au FC Schalke 04 pour 2,5 millions d'euros.
Plusieurs autres joueurs, dont Mons Bassouamina, Sessi d'Almeida, Charles Boli et Noé Sow, quittent le club à la fin de leurs contrats, alors que des joueurs peu utilisés en 2023-2024 comme Mehdi Chahiri et Loïck Lespinasse (en) sont priés de chercher de nouveaux horizons. Diyaeddine Abzi quitte le club, après avoir vu son contrat résilié.
mise à jour: 11 août 2024
| Type    | Poste             | Nom                     | Âge | Nat.                              | Transfert              | Durée | Indemnité | Date          | Provenance/Destination              |
| ------- | ----------------- | ----------------------- | --- | --------------------------------- | ---------------------- | ----- | --------- | ------------- | ----------------------------------- |
| Arrivée | Milieu de terrain | Antoine Mille           | 26  | Drapeau de la France              | Transfert              | NC    | Libre     | Mercato d'été | Châteauroux (National)              |
| Arrivée | Milieu de terrain | Antonin Bobichon        | 28  | Drapeau de la France              | Transfert              | 2026  | Libre     | Mercato d'été | Stade lavallois (Ligue 2)           |
| Arrivée | Attaquant         | Pathé Mboup             | 20  | Drapeau du Sénégal                | Transfert              | 2027  | Libre     | Mercato d'été | RWD Molenbeek (Jupiler Pro League)  |
| Arrivée | Gardien de but    | Tao Paradowski (en)     | 19  | Drapeau de la France              | Transfert              | NC    | Libre     | Mercato d'été | Nîmes Olympique (National)          |
| Arrivée | Attaquant         | Taïryk Arconte          | 20  | Drapeau de la France              | Transfert              | 2027  | 0,6M€     | Mercato d'été | Stade brestois 29 (Ligue 1)         |
| Arrivée | Défenseur         | Thérence Koudou         | 19  | Drapeau de la France              | Transfert              | NC    | 0,2M€     | Mercato d'été | Stade de Reims (Ligue 1)            |
| Arrivée | Défenseur         | Joseph Kalulu           | 19  | Drapeau de la France              | Transfert              | NC    | Libre     | Mercato d'été | AS Saint-Priest (National 2)        |
| Arrivée | Milieu de terrain | Kylian Gasnier (en)     | 22  | Drapeau de la France              | Transfert              | NC    | Libre     | Mercato d'été | Chamois niortais                    |
| Arrivée | Attaquant         | Fidèle Bongelo (en)     | 18  | Drapeau de la France              | Transfert              | NC    | Libre     | Mercato d'été | Montpellier HSC rés. (Ligue )       |
| Arrivée | Milieu de terrain | Titouan Nihouarn (en)   | 19  | Drapeau de la France              | Transfert              | NC    | Libre     | Mercato d'été | Stade brestois 29 rés. (Ligue )     |
| Arrivée | Attaquant         | Kandet Diawara          | 24  | Drapeau de la Guinée              | Prêt (OA)              | 2025  | NC        | Mercato d'été | Le Havre AC (Ligue )                |
| Départ  | Défenseur         | Diyaeddine Abzi         | 25  | Drapeau du Canada                 | Résiliation de contrat |       | NC        | Mercato d'été | NC                                  |
| Départ  | Attaquant         | Mons Bassouamina        | 26  | Drapeau de la république du Congo | Fin de contrat         |       | Libre     | Mercato d'été | Clermont Foot (Ligue 2)             |
| Départ  | Milieu de terrain | Sessi d'Almeida         | 28  | Drapeau du Bénin                  | Fin de contrat         |       | Libre     | Mercato d'été | Apollon Limassol (Championnat Cyta) |
| Départ  | Attaquant         | Sonny Degert (en)       | 22  | Drapeau de la France              | Fin de contrat         |       | Libre     | Mercato d'été | SPSHFC (National 2)                 |
| Départ  | Milieu de terrain | Nicolas Delpech (en)    | 22  | Drapeau de la France              | Fin de contrat         |       | Libre     | Mercato d'été | US Avranches (National 2)           |
| Départ  | Défenseur         | Marius Ros (en)         | 22  | Drapeau de la France              | Fin de contrat         |       | Libre     | Mercato d'été | NC                                  |
| Départ  | Milieu de terrain | Thomas Colléaux (en)    | 19  | Drapeau de la France              | Fin de contrat         |       | Libre     | Mercato d'été | FC Lorient rés. (Ligue 2)           |
| Départ  | Gardien de but    | Quentin Galvez-Diarra   | 22  | Drapeau de la France              | Fin de contrat         |       | Libre     | Mercato d'été | NC                                  |
| Départ  | Milieu de terrain | Henri Saivet            | 33  | Drapeau du Sénégal                | Fin de contrat         | 2026  | Libre     | Mercato d'été | Clermont Foot (Ligue 2)             |
| Départ  | Défenseur         | Noé Sow                 | 25  | Drapeau de la France              | Fin de contrat         |       | Libre     | Mercato d'été | FC Sion (CS Super League)           |
| Départ  | Défenseur         | Moussa Sylla            | 24  | Drapeau du Mali                   | Transfert              | 2027  | 2,5M€     | Mercato d'été | FC Schalke 04 (Bundesliga)          |
| Départ  | Milieu de terrain | Tino Costa              | 39  | Drapeau de l'Argentine            | Fin de carrière        |       | NC        | Mercato d'été | NC                                  |
| Départ  | Attaquant         | Adel Lembezat (en)      | 25  | Drapeau de la France              | Fin de contrat         |       | Libre     | Mercato d'été | Dijon FCO (National)                |
| Départ  | Attaquant         | Yanis Begraoui          | 23  | Drapeau du Maroc                  | Retour de prêt         |       | NC        | Mercato d'été | Toulouse FC (Ligue 1)               |
| Départ  | Milieu de terrain | Louis Mouton            | 22  | Drapeau de la France              | Retour de prêt         |       | NC        | Mercato d'été | AS Saint-Étienne (Ligue 1)          |
| Départ  | Milieu de terrain | Pape Massar Djitte (en) | 21  | Drapeau du Sénégal                | Fin de contrat         |       | Libre     | Mercato d'été | Girondins de Bordeaux (National 2)  |
| Départ  | Milieu de terrain | Charles Boli            | 25  | Drapeau de la France              | Fin de contrat         |       | Libre     | Mercato d'été | Apollon Limassol (Championnat Cyta) |
| Type    | Poste             | Nom                     | Âge | Nat.                              | Transfert              | Durée | Indemnité | Date          | Provenance/Destination              |

Âge = âge au moment du transfert; Nat. = nationalité; Date = date ou période du transfert ( = mercato d'été;  = mercato d'hiver)
ArrivéeDépart

### Mercato d'hiver
À venir

## Effectif professionnel actuel
En grisé, les sélections de joueurs internationaux chez les jeunes mais n'ayant jamais été appelés aux échelons supérieurs une fois l'âge-limite dépassé ou les joueurs ayant pris leur retraite internationale.

## Préparation d'avant-saison
Le Pau FC reprend l'entraînement le 1er juillet 2024. Initialement, le club prévoit un stage en Chalosse, mais Hagetmau sert de camp de base à l'équipe olympique du Paraguay à cette période. En conséquence, les Palois se rendent dans les Pyrénées à Loudenvielle pour un stage en altitude du 22 au 26 juillet. Avec le départ de Henri Saivet, c'est désormais Bingourou Kamara qui est le capitaine. Sept joueurs de National 3 débute la préparation avec l'effectif pro: Massiré Sylla (en), Tidjan Diaby, Khalifa Sylla, Tom Gomes (en) et Alexandre Fernandes, joueurs qui évoluaient déjà avec la réserve paloise la saison dernière. Deux autres joueurs sont concernés, Salif Lebouath et Fidèle Bongelo (en).
Voici la liste des matches amicaux prévus pour le Pau FC en 2024 :
- 13 juillet 2024 : contre l’équipe d’Irak olympique à Anglet, à huis clos pour raisons de sécurité[18].
- 20 juillet 2024 : contre Toulouse FC (Ligue 1) à Blagnac (Haute-Garonne).
- 27 juillet 2024 : contre Niort (National) à La Brède (Gironde).
- 3 août 2024 : contre Rodez à Blagnac (Haute-Garonne).
- 10 août 2024 : contre la réserve de la Real Sociedad à Hagetmau.

### Changements dans la préparation
- Le match face à l'équipe d’Irak est annulé pour des raisons logistiques par les Lions de Babylone[5]. En remplacement, Nicolas Usaï a prévu un match d'opposition interne sur le terrain d'entraînement n°2 du Nouste Camp.
- À la fin de leur stage à Loudenvielle, du 22 au 26 juillet, ils ne joueront pas contre le Chamois niortais Football Club à La Brède comme prévu initialement, mais se sont rendus à Marseille pour affronter l’Olympique de Marseille le samedi 27 juillet au centre d’entraînement Robert-Louis Dreyfus.
- Le match contre le FC Martigues, initialement prévu pour le mardi 30 juillet, a été annulé à la demande de l'équipe promue, qui se rendra au Nouste Camp dès la 4e journée de Ligue 2 le 14 septembre. Martigues a préféré éviter deux confrontations rapprochées dans le calendrier et le Pau FC affronte finalement le Real Valladolid Club de Fútbol au Stade José Zorilla le 31 juillet.

## National 3

### Effectif National 3
En grisé, les sélections de joueurs internationaux chez les jeunes mais n'ayant jamais été appelés aux échelons supérieurs une fois l'âge-limite dépassé ou les joueurs ayant pris leur retraite internationale.